# 金川幸司 (行政学者)
金川 幸司（かながわ こうじ、1956年 - ）は、日本の政治学者、行政学者（公共政策学・行政学・非営利組織論）。学位は博士（政策科学）（同志社大学・2008年）。
兵庫県庁での勤務を経て、財団法人21世紀ひょうご創造協会地域政策研究所主任研究員、福岡工業大学社会環境学部助教授、岡山理科大学総合情報学部教授、静岡県立大学経営情報学部教授、静岡県立大学大学院経営情報イノベーション研究科研究科長（第3代）などを歴任した。

## 来歴

### 生い立ち

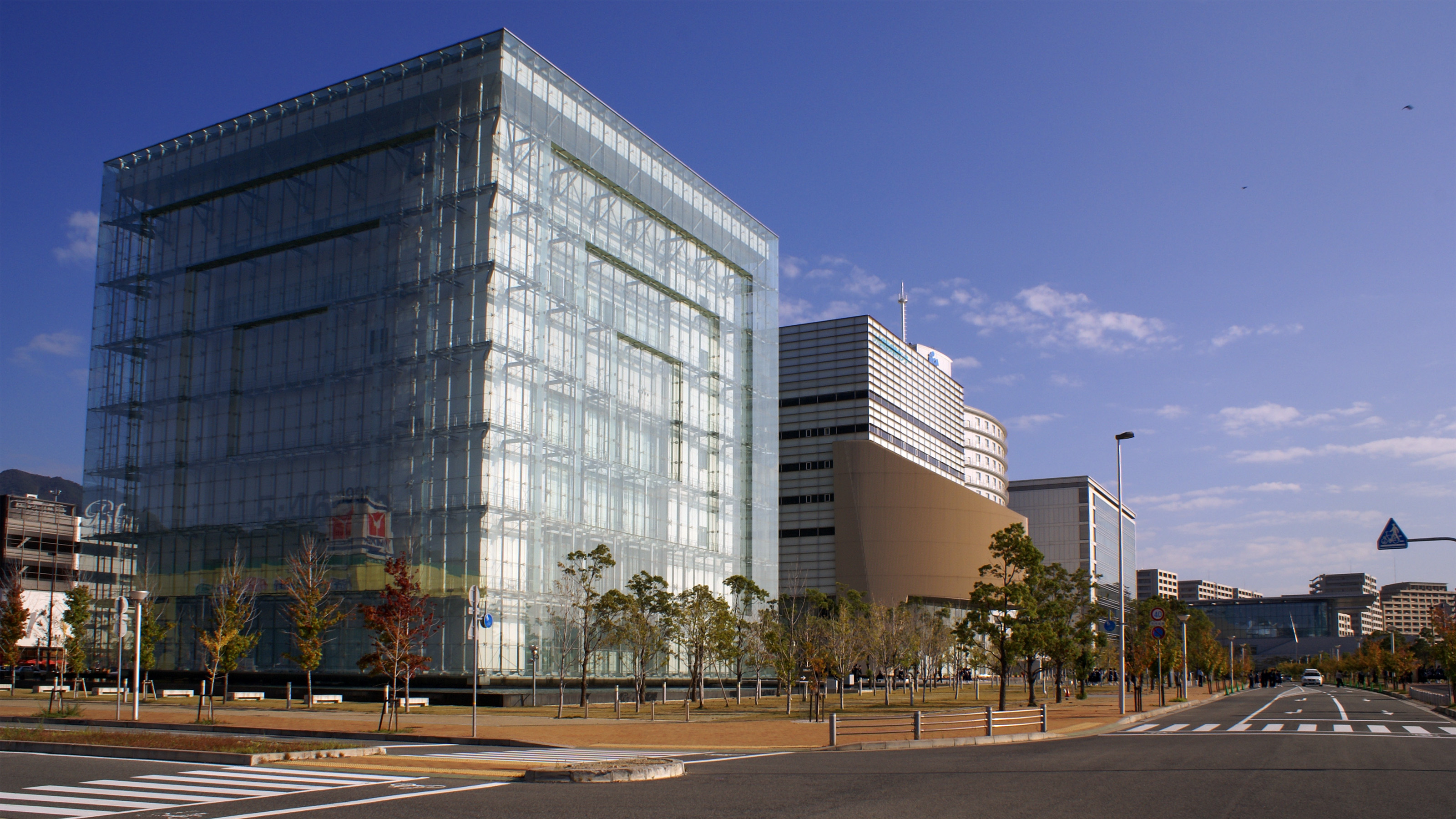
ひょうご震災記念21世紀研究機構が設置される人と防災未来センター

兵庫県出身。1980年に早稲田大学の法学部を卒業し、同年、兵庫県庁に職員として採用される。並行して埼玉大学の大学院にて学び、1986年に政策科学研究科の修士課程を修了した（埼玉大学大学院政策科学研究科は現在の政策研究大学院大学の前身）。兵庫県庁では主として農林水産業や商業など産業振興に関する公務に携わり、兵庫県庁の農林水産部野林経済課や商工部産業政策課などに勤務した。また、一時、兵庫県などが出資する財団である21世紀ひょうご創造協会の地域政策研究所に転じ、研究員や主任研究員を務めた。なお、21世紀ひょうご創造協会は、その後さまざまな改組を経て兵庫県ヒューマンケア研究機構に統合され、そのうえで阪神・淡路大震災記念協会と統合しひょうご震災記念21世紀研究機構となっている。

### 学術活動
21世紀ひょうご創造協会を経て、2001年に福岡工業大学に移り、社会環境学部の助教授を務めた。その後、岡山理科大学に転じ、総合情報学部の教授に就任するとともに、同大学の大学院にて総合情報研究科の教授を兼任した。また、神戸大学、甲南大学、姫路獨協大学、第一福祉大学、長崎県立大学などで非常勤の講師を務めた。2008年には、同志社大学より博士（政策科学）の学位を取得した。その後、静岡県立大学の経営情報学部にて教授を務めることになった。また、同大学の大学院にて経営情報学研究科の教授や、経営情報イノベーション研究科の教授も兼務した。2017年、経営情報イノベーション研究科の研究科長を退任することとなり、その後任には池田哲夫が選任された。2021年3月、静岡県立大学を定年退職した。

## 研究
兵庫県庁の職員として勤務した経験から、研究の主要領域は政治学や行政学であり、特に公共政策学や非営利組織論を専門とする。特に、地方公共団体などにおける統治可能性を取り上げるローカルガバナンス論や、情報通信技術とネットワークにおけるガバナンスなどをテーマとした研究を行っている。また、非営利組織論としては、特定非営利活動法人をはじめとする非営利団体や社会的企業に関する政策の研究を行っている。

## 略歴
- 1956年 - 誕生。
- 1980年 - 早稲田大学法学部卒業。
- 1980年 - 兵庫県庁入庁。
- 1986年 - 埼玉大学大学院政策科学研究科修士課程修了。
- 1990年 - 21世紀ひようご創造協会地域政策研究所研究員。
- 2001年 - 福岡工業大学社会環境学部助教授。
- 2005年 - 岡山理科大学総合情報学部教授。
- 2005年 - 岡山理科大学大学院総合情報研究科教授。
- 2008年 - 同志社大学 博士 政策科学 「協働型ガバナンスとNPOに関する研究 : イギリスのパートナーシップ政策を事例として」。
- 2010年 - 静岡県立大学経営情報学部教授。
- 2010年 - 静岡県立大学大学院経営情報学研究科教授。
- 2021年 - 静岡県立大学定年退職。

## 著作

### 単著
- 金川幸司著『協働型ガバナンスとNPO――イギリスのパートナーシップ政策を事例として』晃洋書房、2008年。ISBN 9784771019706

### 論文
- 金川幸司著『協働型ガバナンスとNPOに関する研究――イギリスのパートナーシップ政策を事例として』[12]2008年。